# Gisèle Barreau
Pour les articles homonymes, voir Barreau (homonymie).

Gisèle Barreau est une compositrice française née à Couëron le 28 février 1948.

## Biographie
Après des études universitaires, Gisèle Barreau obtient en 1968 le CAPES de musique et enseigne l'éducation musicale à Viroflay de 1970 à 1972. Parallèlement, elle étudie au Conservatoire de Paris et obtient au sein de l'établissement des premiers prix en harmonie, contrepoint, fugue, analyse musicale (dans la classe de Claude Ballif) et composition (dans la classe d'Olivier Messiaen) entre 1972 et 1977.
Initiée à l'acoustique musicale à l'université de Jussieu auprès d'Émile Leipp et Michèle Castellengo, elle travaille avec Pierre Schaeffer et reçoit le diplôme de musique du Groupe de recherches musicales (GRM) en 1977. La même année, elle compose Tlaloc pour deux percussions, qui « fait dialoguer sereinement deux hommes armés de mailloches » et lui vaut le prix Koussevitsky.
En 1978, elle est compositrice en résidence à la MacDowell Colony aux États-Unis. Récipiendaire d'une bourse Edgard Varèse, elle est assistante de Morton Feldman à l'Université d'État de New York à Buffalo.
À New York, elle rencontre la peintre Joan Mitchell, avec laquelle elle entretient une relation artistique féconde, représentée par une série de Pluies. Cette connivence entre les deux artistes et cette « complicité réciproque entre sons et couleurs » s'incarnent par exemple dans Little Rain (pour deux percussions) et son pendant pictural Little Rain en 1989, ou Blue Rain pour deux percussionnistes et deux pianistes et la toile Blue Rain de l'américaine. D'autre part la série de peintures grands formats La Grande Vallée commencée en 1983 est inspirée des souvenirs d'enfance que Gisèle Barreau a partagés avec Joan Mitchell.
Pensionnaire à la Villa Médicis de 1980 à 1982, Gisèle Barreau est lauréate de plusieurs prix de composition : prix Georges Enesco de la SACEM en 1978, prix Chapelier-Clergue en 1988, prix du ministère des Droits de la femme en 1986 pour Aires pour Marion, prix de la composition Koussevitsky aux Etats-Unis, prix de la composition pédagogique de la Sacem.
En 1989, elle est nommée professeur d'analyse au Conservatoire de Paris, où elle enseigne jusqu'en 2013.
Comme compositrice, son esthétique exprime un souci constant de l'affect et d'une émotion exacerbée, et se traduit par une attention particulière à la mise en forme du son, notable par l'importance des percussions dans son œuvre, et, dans sa musique vocale, la volonté de faire du texte une partie intégrante du matériau sonore.  
Certaines oeuvres sont en relation avec des peintures de Joan Mitchell, parmi lesquelles Little Rain (Ed. Salabert), Rained On (Ed. Robert Martin chez Ed. Lemoine), Blue Rain (Ed. Lemoine), Rain (Ed. Lemoine), Un Jardin Pour Audrey, Piano Piano (Ed. Salabert), Aires Pour Marion (anciennement Editions du visage).  

## Œuvres
Parmi ses compositions, figurent notamment,, :

### Musique orchestrale et instrumentale
- Océanes[9], pour deux orchestres (1976)
- Tlaloc, pour deux percussions (1977), Editions Salabert
- Submarines, pour deux pianos avec petites percussions amplifiées (1977)
- Piano, Piano, pour orchestre, deux pianos et trois percussions (1981), Editions Salabert
- Sterne[10], pour orchestre (1983)
- Little Rain, pour deux percussions (1988), Editions Salabert
- Inside, pour ensemble instrumental (1989)
- Ostinato, pour trompette (1990), Editions Robert Martin chez Editions Lemoine
- Quatuor pour violon, violoncelle, clarinette et piano (1991), créé à Budapest en 1991[1]
- Rained On, pour trois percussions (1994), Editions Robert Martin chez Editions Lemoine
- Blue Rain, pour deux pianos et deux percussions (1998), Editions Lemoine
- Un Jardin Pour Audrey, pour trois flûtes, une contrebasse et trois percussions (1999)
- I Shin Den Shin, pour marimba basse (2000), Editions Lemoine
- Livre d'Heures : « ô jour », pour flûte (2001)
- Petit matin, pour violoncelle (2001)
- Un autre jardin, pour piano (2002), Editions Lemoine
- Rain, pour quatuor de percussions (2003), Editions Lemoine
- D'un éclat d'Aube, pour flûte amplifiée et percussion (2023), Editions Billaudot
- Oiseaux mécaniques, pour flûte amplifiée (2024), Editions Henry Lemoine

### Musique vocale
- Rituels, pour chœur d'hommes et petit ensemble (1974)
- Profils, pour voix de femme et petit ensemble (1975)
- Cendres, pour chœurs et ensemble instrumental avec amplification (1978)
- Clameurs, pour deux chœurs et orchestre (1978)
- Aires pour Marion, pou chœur amplifié et six percussions (1980)
- Petit office du soir, pour deux sopranos et deux percussions (1995), Editions Robert Martin chez Editions Lemoine
- Livre d'Heures : Nuit, pour soprano et ensemble (1996)
- Landes, pour 16 voix solistes, 16 cordes et quatre percussions (1997)